# Sparks of Ancient Light

Sparks of Ancient Light est le dix huitième album de Al Stewart, paru le 15 septembre 2008. Il aborde ici, en conteur, des thèmes historiques et les figures comme Lord Salisbury, le Shah d'Iran Mohammad Reza Pahlavi et le 34e président U.S. Dwight D. Eisenhower. 
On pourra aussi retenir "The Loneliest Place on the Map", une ballade qui évoque un lieu solitaire.
Le son de l'album est très acoustique avec des quatuors de cordes. Ont collaboré le guitariste Laurence Juber et au clavier Jim Cox 

## Liste des pistes
1. "Lord Salisbury" - 3:26
2. "(A Child's View Of) The Eisenhower Years" - 3:11
3. "The Ear of the Night" - 3:06
4. "Hanno the Navigator" - 4:17
5. "Shah of Shahs" - 5:03
6. "Angry Bird" - 2:42
7. "The Loneliest Place on the Map" - 3:31
8. "Sleepwalking" - 4:31
9. "Football Hero" - 5:38
10. "Elvis at the Wheel" - 3:10
11. "Silver Kettle" - 3:56
12. "Like William McKinley" - 4:15